# Christian Metz
Christian Metz, född 12 december 1931 i Béziers i Hérault, död 7 december 1993 i Paris, var en fransk filmteoretiker och semiotiker. Han publicerade flera böcker i ämnet filmsemiotik.

## Biografi
Christian Metz föddes i Béziers år 1931.
Han föreläste i allmän lingvistik vid École des hautes études en sciences sociales (EHESS) från 1966 till 1969. I sitt filmvetande fokuserade han bland annat på filmens narrativa struktur och formulerade teorin om den så kallade "grand syntagmatique", vilken kategoriserar en films olika scener i syntagmer. I sitt teoretiserande av filmer använde han sig av både Freuds psykoanalys och Lacans spegelteori. Hans bok Essais sur la signification au cinema från 1968 föranledde öppnandet av institutet för filmstudier vid Université Paris 8 Vincennes-Saint-Denis.
Christian Metz begick självmord i Paris år 1993.